# Farley (Derbyshire)
Farley – przysiółek w Anglii, w Derbyshire. Leży 2,6 km od miasta Matlock, 26,6 km od miasta Derby i 208,5 km od Londynu. Farley jest wspomniana w Domesday Book (1086) jako Farleie.